# Sabrina Salerno
Norma Sabrina Salerno (* 15. März 1968 in Genua), Künstlername Sabrina, ist eine italienische Eurodisco-Sängerin.

## Biografie
Sabrina Salerno besuchte ein Sprachengymnasium in ihrer Heimatstadt Genua. Im Alter von 15 Jahren gewann sie erste Schönheitswettbewerbe und wurde zunächst Miss Seaside, danach Miss Liguria. 1986 arbeitete sie als Showgirl in der Fernsehsendung Premiatissima mit Johnny Dorelli. Später nahm Salerno an der Channel-5-Show Grand Hotel teil, wo sie den DJ und Produzenten Claudio Cecchetto kennenlernte, der ihre erste Single Sexy Girl produzierte, die ein Hit in Italien wurde.
1987/88 war Salerno Sängerin in der Sandra & Raimondo TV Show. Inzwischen gelang mit ihrem Album Sabrina und der extra für den internationalen Markt neu abgemischten Single Boys (Summertime Love) der internationale Durchbruch. Auch die Folgesingle Hot Girl wurde ein Erfolg. Sabrinas Markenzeichen war ihr sehr körperbetonter und energievoller Einsatz bei Live-Auftritten sowie in Musikvideos, der mit einem entsprechend freizügigen Bekleidungsstil einherging.
Den 1988er Hit All of Me produzierten Stock Aitken Waterman. Für My Chico gab es 1988 eine mittlere Chartposition in Deutschland. 1989 wurde Like a Yo-Yo der vorerst letzte Sabrina-Hit und stand eine Woche in den britischen Charts, im gleichen Jahr spielte sie in dem nach der italienischen Nationalhymne benannten Film Fratelli d’Italia zusammen mit Jerry Calà.
An der Seite von Raffaella Carrà kehrte Salerno 1990 zurück ins Fernsehen in die Sendung Ricomincio da 2 bei Rai 2. 1991 sang sie Siamo donne, ein Duett mit Jo Squillo. Damit nehmen die beiden Künstler am Sanremo-Festival 1991 teil. Der Veröffentlichung des Albums Over the Pop folgte eine erfolgreiche Tournee und die Rückkehr ins Fernsehen. Für Channel 5 führte sie durch die Sendung Bellezze sulla neve.
Nach längerer Studioarbeit begann 1994 ein neuer Abschnitt in der Karriere Salernos. Der Titel Rockawillie, der mit neuen Produzenten entstand, wurde ein Erfolg in Italien. Nach weiteren Veröffentlichungen kam es 1995 zu einem Stilwechsel und dem Rockalbum Maschio dove sei, das in mehreren europäischen Ländern erschien.
2004 heiratete Sabrina ihren Lebensgefährten Enrico Monti und brachte einen Sohn zur Welt.

## Diskografie

### Alben
- 1987: Sabrina
- 1988: Super Sabrina
- 1988: Something Special
- 1990: Super Remix
- 1991: Over the Pop
- 1995: Maschio dove sei
- 1996: Remix 1996
- 1997: Boys
- 1999: A Flower’s Broken
- 2008: Erase / Rewind – Official Remix

### Kompilationen
- 1989: Hot Girls (mit Samantha Fox und Danuta Lato)
- 1989: Single Hits
- 1993: All of Me / Sabrina Best Hits
- 1994: Ausgewählte Goldstücke
- 1995: Samantha & Sabrina! (mit Samantha Fox)
- 1996: The Very Best of Sabrina
- 2001: Boys
- 2005: The Best

### Singles
- 1985: Sexy Girl
- 1987: Get Ready (Holiday Rock)
- 1987: Voulez vous coucher avec moi? (Lady Marmalade)
- 1987: Boys (Summertime Love)
- 1987: Hot Girl
- 1987: Multimegamix
- 1988: My Chico
- 1988: All of Me – Boy oh Boy
- 1988: The Sexy Girl Mix for Boys & Hot Girls
- 1988: Sex
- 1989: Like a Yo-Yo
- 1989: Gringo
- 1989: Doctor’s Orders
- 1989: Guys & Dolls
- 1989: Pirate of Love
- 1990: Yeah, Yeah
- 1991: Cover Model
- 1991: Shadows of the Night
- 1991: Siamo donne (mit Jo Squillo)
- 1994: Rockawillie
- 1994: Angel Boy (mit Neal AD)
- 1995: Maschio dove sei (Promo)
- 1995: Fatta e rifatta
- 1997: Numeri (Promo)
- 1999: I Love You
- 2005: I Feel Love (Good Sensation)
- 2008: Erase Rewind
- 2009: Erase Rewind Remix
- 2010: Call Me (als Samantha vs. Sabrina)
- 2012: This Christmas Night (als Sabrina feat. The Jam Band)
- 2014: Colour Me
- 2015: Ouragan
- 2018: Voices
- 2025: Bollente (Ludwig & Sabrina)

## Auszeichnungen für Musikverkäufe
| Goldene Schallplatte - Spanien - 1988: für die Single Boys (Summertime Love) - 1988: für das Album Sabrina |

Anmerkung: Auszeichnungen in Ländern aus den Charttabellen bzw. Chartboxen sind in ebendiesen zu finden.
| Land/RegionAuszeichnungen für Musikverkäufe (Land/Region, Auszeichnungen, Verkäufe, Quellen) | Silber  | Gold     | Platin | Verkäufe | Quellen           |
| -------------------------------------------------------------------------------------------- | ------- | -------- | ------ | -------- | ----------------- |
| Deutschland (BVMI)                                                                           | —       | Gold1    | —      | 250.000  | musikindustrie.de |
| Spanien (Promusicae)                                                                         | —       | 2× Gold2 | —      | 75.000   | mediafire.com     |
| Vereinigtes Königreich (BPI)                                                                 | Silber1 | —        | —      | 250.000  | bpi.co.uk         |
| Insgesamt                                                                                    | Silber1 | 3× Gold3 | —      |          |                   |

## Filmografie (Auswahl)
- 1987: Das unheimliche Auge (Le foto di gioia)
- 1989: Fratelli d’Italia